# Championnats du monde féminins de boxe amateur 2001
Navigation
Édition suivante
Les 1er championnats du monde de boxe amateur féminins se sont déroulés du 24 novembre au 2 décembre 2001 à Scranton, États-Unis.
Organisées par l'AIBA (Association Internationale de Boxe Amateur), les compétitions ont vu s'affronter dans 12 catégories différentes 125 boxeuses représentant 30 fédérations nationales.

## Résultats

### Podiums
| Catégories                    | Or                   | Argent                    | Bronze                             |
| Poids pailles (-45 kg)        | Yelena Sabitova      | Maria Norozenik           | Camelia Negrea Carina Moreno       |
| Poids mi-mouches (-48 kg)     | Hülya Şahin          | Mary Kom                  | Jamie Behl Kumari Meena            |
| Poids mouches (-51 kg)        | Simona Galassi       | Tammy DeLaforest          | Katrin Enoksson Diana Ungureanu    |
| Poids coqs (-54 kg)           | Yelena Karpecheva    | Audrey Garcia             | Wendy Broad Renate Medby           |
| Poids plumes (-57 kg)         | Zhang Maomao         | Henriette Kitel-Birkeland | Jeannine Garside Alexandra Matheus |
| Poids légers (-60 kg)         | Crystelle Samson     | Tatyana Chalaya           | Teuta Cuni Amber Gideon            |
| Poids super-légers (-63,5 kg) | Frida Wallberg       | Myriam Lamare             | Cristina Cerpi Donna Mancuso       |
| Poids welters (-67 kg)        | Irina Sinetskaya     | Natalie Brown             | Melanie Horne Tristan Whiston      |
| Poids super-welters (-71 kg)  | Ivett Pruzsinszky    | Natalya Kolpakova         | Nurcan Çarkçı Irina Smirnova       |
| Poids moyens (-75 kg)         | Anna Laurell         | Anita Ducza               | Svetlana Andreyeva Guo Shuai       |
| Poids mi-lourds (-80 kg)      | Olga Domouladzhanova | Viktoria Kovacs           | Tanya Fowler Faye Jacobs-Hollins   |
| Poids lourds (+80 kg)         | Devonne Canady       | Maria Kovács              | Mariya Reingard Selma Yağcı        |

### Tableau des médailles
| Place | Pays              | Médaille d'or, monde | Médaille d'argent, monde | Médaille de bronze, monde | Total |
| ----- | ----------------- | -------------------- | ------------------------ | ------------------------- | ----- |
| 1     | Russie            | 4                    | 2                        | 2                         | 8     |
| 2     | Suède             | 2                    | 0                        | 2                         | 4     |
| 3     | Hongrie           | 1                    | 4                        | 0                         | 5     |
| 4     | Canada            | 1                    | 1                        | 7                         | 9     |
| 5     | États-Unis        | 1                    | 0                        | 3                         | 4     |
| 6     | Turquie           | 1                    | 0                        | 2                         | 3     |
| 7     | Chine             | 1                    | 0                        | 1                         | 2     |
| 7     | Italie            | 1                    | 0                        | 1                         | 2     |
| 9     | France            | 0                    | 2                        | 0                         | 2     |
| 10    | Norvège           | 0                    | 1                        | 1                         | 2     |
| 11    | Inde              | 0                    | 1                        | 0                         | 1     |
| 11    | Jamaïque          | 0                    | 1                        | 0                         | 1     |
| 13    | Roumanie          | 0                    | 0                        | 2                         | 2     |
| 14    | Danemark          | 0                    | 0                        | 1                         | 1     |
| 14    | Moldavie          | 0                    | 0                        | 1                         | 1     |
| 14    | Nouvelle-Zélande  | 0                    | 0                        | 1                         | 1     |
| Total | 16 pays médaillés | 12                   | 12                       | 24                        | 48    |